# 弓削耳高
弓削 耳高（ゆげ の みみたか、生没年不詳）は、奈良時代後期の官人。姓は連のち宿禰。位階は外従五位下。

## 経歴
称徳朝の天平宝字8年（764年）藤原仲麻呂の乱後の叙位で外従五位下に叙せられる。その後、神護景雲4年（770年）耳高を含む一族の38人が連から宿禰に改姓するが、「未だ歳月を経ずして、皆、本の姓に復す」と記されており、ほどなくして「連」姓に戻されたとみられる。これは、道鏡の失脚と大いに関係があるものと見られるが、宝亀6年（775年）に、かつて弓削宿禰を弓削御清朝臣に、弓削連を弓削宿禰とした改姓について、いずれも本姓に戻されており、この時に耳高も連姓に戻されたか。

## 官歴
『続日本紀』による。
- 時期不詳：正六位上
- 天平宝字8年（764年）10月7日：外従五位下
- 神護景雲4年（770年）4月11日：連から宿禰に改姓
- 宝亀6年（775年）2月8日：宿禰から連に改姓?